# پایونیر ریور
پایونیر ریور (به انگلیسی: Pioneer River) رودخانه‌ای به‌طول ۱۲۰ کیلومتر است که در استرالیا جریان دارد.